# جيمس غودمان
جيمس غودمان (19 نوفمبر 1990 في المملكة المتحدة - )  (بالإنجليزية: James Goodman)‏ هو لاعب كريكت بريطاني. لعب مع Kent County Cricket Club ‏.

## وصلات خارجية
- جيمس غودمان على موقع إي آس بي آن كريك إنفو (الإنجليزية)